# Paul McGill
Paul Edwin Genisius McGill III (Pittsburgh, 3 settembre 1987) è un attore, ballerino e coreografo statunitense.

## Biografia
Dopo aver esordito nel film Merry F#%$in' Christmas (2005), è diventato famoso presso il grande pubblico con i film Man on Wire - Un uomo tra le Torri (2008), Fame - Saranno famosi (2009) e House Hunting (2013). Molto attivo nel panorama del teatro musicale a Broadway, McGill ha recitato in numerosi musical tra cui La Cage aux Folles (2004), A Chorus Line (2006) e Memphis (2009), oltre che curare le coreografie per Hedwig and the Angry Inch (2014).
È dichiaratamente gay.